# Sphagnum crassiangulatum
Sphagnum crassiangulatum là một loài rêu trong họ Sphagnaceae. Loài này được Griazeva mô tả khoa học đầu tiên năm 1964.